# ホンダ・TN360
TN360（ティーエヌさんびゃくろくじゅう）は、本田技研工業がかつて生産、販売していた軽トラックである。

## 概要
ホンダ初の軽トラックであったT360の後継として、1967年（昭和42年）11月にデビューした。
TN360は、先に発売されたN360の空冷 2気筒エンジンをはじめ、多くのパーツを共用し、複雑なDOHC直4エンジンを搭載し、必ずしも量産に適さなかったT360よりも普遍性を狙ったモデルとして開発されたが、N360のパワートレインとドライブトレインを流用したため、シャシ、ドライブトレイン、リアサスペンションの設計は極めて特徴的なものとなった。
T360や競合他社の軽トラックのようなラダーフレームは、強度確保はしやすいものの、後輪の近くに横置きエンジン＋横置きトランスアクスルを搭載するには不向きなため使えず、荷台床そのものをプラットフォームフレームとした特殊なモノコック構造が採用された。荷台下面のサブフレームで補強されてはいるが、ライトバン派生型ではない本格的な軽トラックとしては他にほとんど例のない構造である。
N360の強力なエンジンをベースとしながらも、荷台の下に搭載するためシリンダーブロックはほぼ水平に変更され、変速機についてもやはりN360の前輪駆動車用トランスアクスルを流用した。従って、パワートレイン一式は後車軸の直前へ位置し、必然的にミッドシップレイアウトとなった。このため荷台床面にはエンジン点検蓋が設けられている。
更にその構造から、差動装置も車体側（バネ上）固定となり、リアサスペンションには独立懸架かそれに類するメカニズムの採用が必須となったが、ホンダでは固定車軸と独立懸架の折衷とも言うべきド・ディオンアクスルの採用に踏み切った。ド・ディオンアクスルの位置決めは、荷重を担う半だ円リーフスプリングに負わせ、耐久性と簡易性の両立が図られている。これらの軽商用車としては特異なレイアウトは、後年までホンダ軽トラックの基本構造として踏襲され続けている。
その後TN III（ティーエヌ スリー）360、TN-V（ティーエヌ ファイブ）、TN-7（ティーエヌ セブン）とモデルチェンジの度に名前を変えていき、1977年（昭和52年）に後継のTNアクティが登場し、生産を終了した。

## TN360（1967-1969年）
1967年11月に登場。エンジンは空冷 4ストローク 直列2気筒SOHCで最高出力は30PSだった。
1968年3月にパネルバン4車種（後部ドア上下開き・左側スライドドア／後部ドア上下開き・左右スライドドア/後部ドア上下開き・オープンバン）を追加。
1969年11月には道路運送車両の保安基準改正によりキャビンの側面後方部分にターンシグナルランプが標準装備されたほか、T360で設定されていた後輪をクローラに変更するスノーラを追加。
なお、フロントグリル部分は後に同社のライフステップバン、およびライフピックアップのラジエターグリルにそのまま流用された。

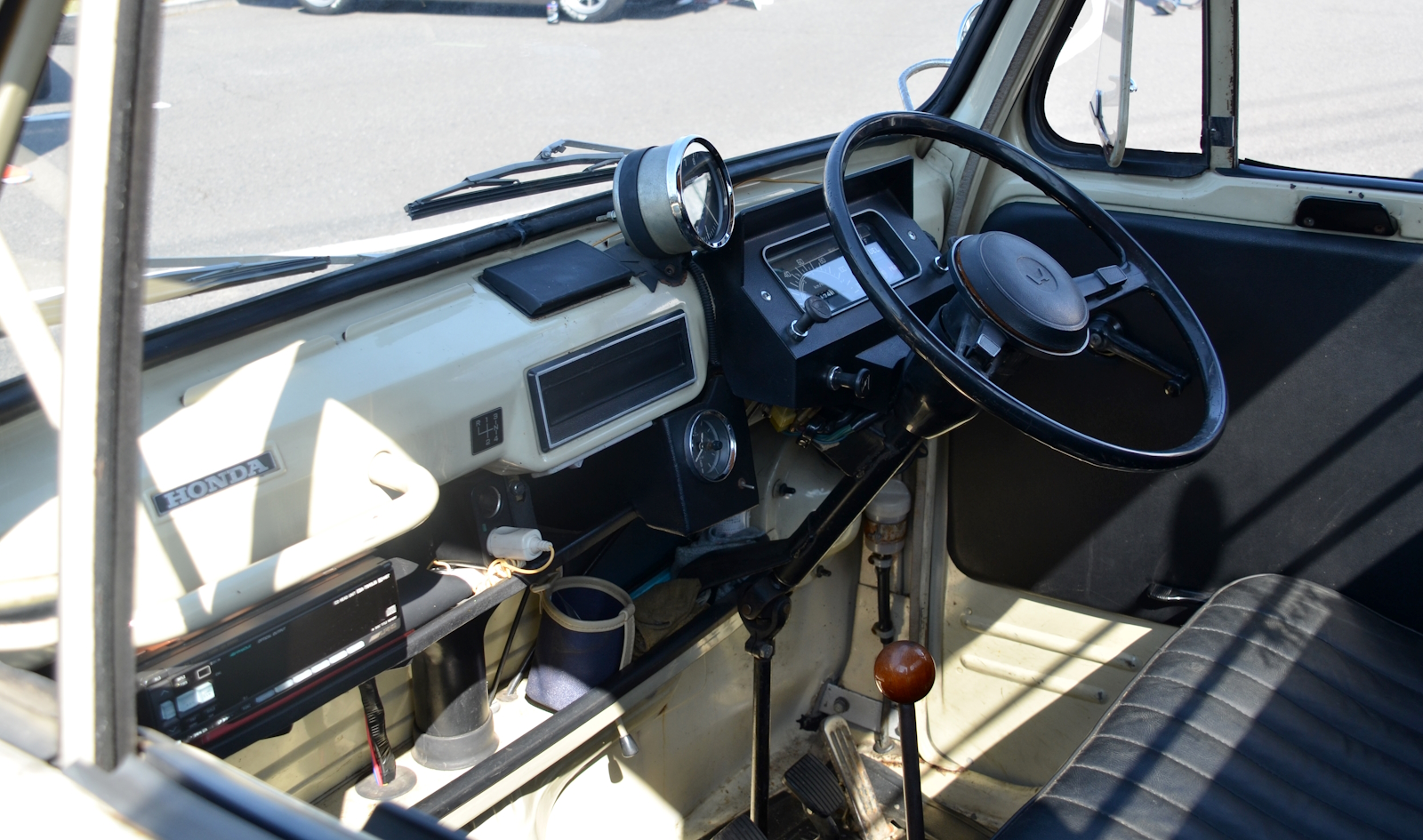
車内

## TNIII360（1970-1972年）
1970年（昭和45年）1月26日、Nシリーズ全車種のモデルチェンジに伴い車名をTNIII360と変更。フロントグリルの意匠が変更され、運転席にシートベルトが標準装備されたほか、新たに一方開き仕様の荷台を設定。一方開き仕様はサイドスカートが標準装備された。
1971年（昭和46年）4月に再度マイナーチェンジを実施し、フロントグリルの意匠が変更された。

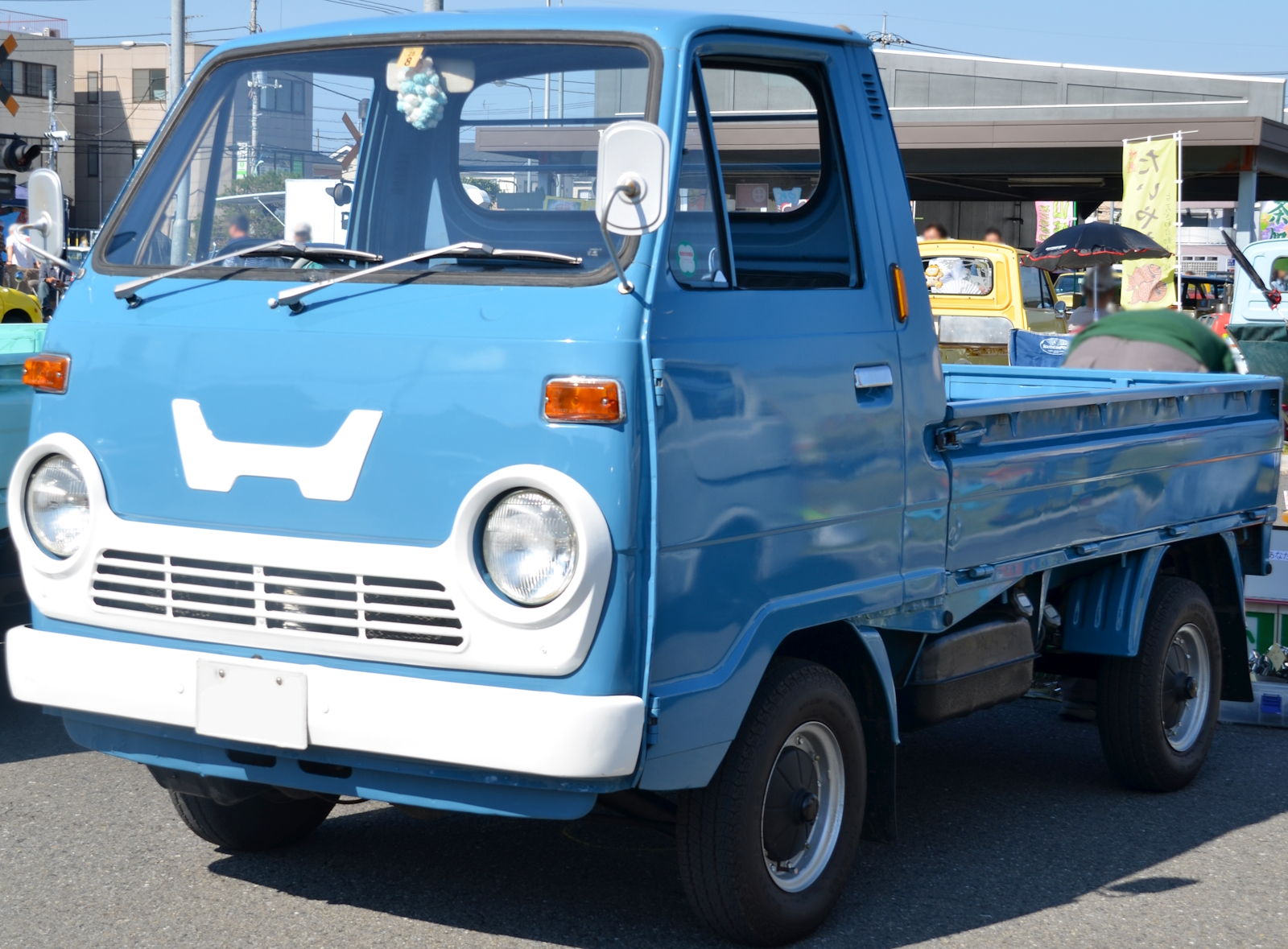
1970年発売型
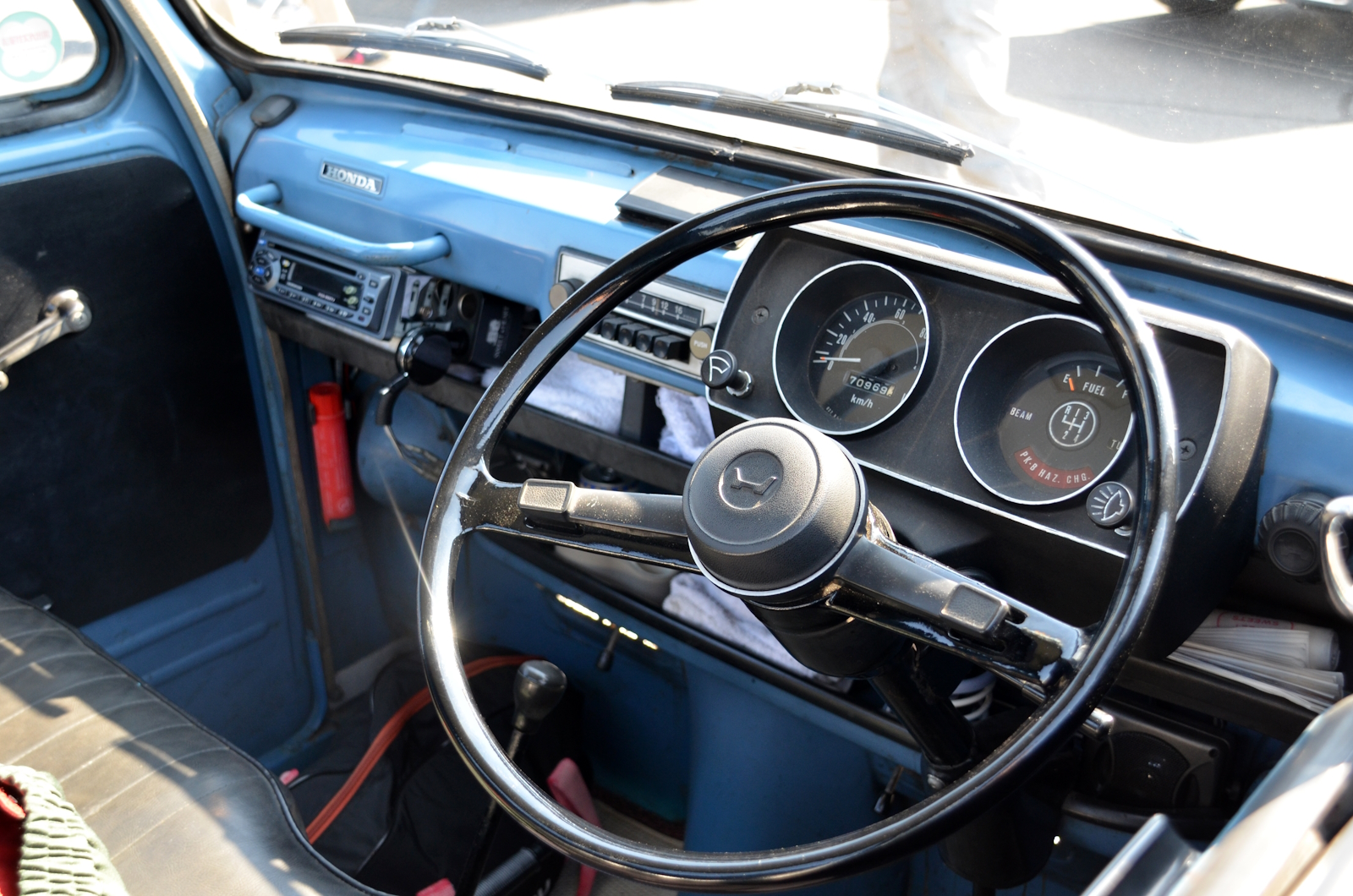
1970年発売型（車内）

## TN-V（1972-1975年）
1972年（昭和47年）6月15日、TN-V（ティーエヌ・ファイブ）発売 。ヘッドランプをこれまでの大型タイプの丸形2灯式から縦並びの小型タイプの丸形4灯式に変更。4灯式は軽トラックでは初となる。このとき、T360から続いた巨大なHマークがHONDAのロゴに変更。保安基準の改正に伴い、助手席にもシートベルトが標準装備され、テールランプと共用されていた後部方向指示器は独立した。
1973年（昭和48年）8月の仕様変更で三角窓が廃止され、アウターリアビューミラーの位置がフロントパネルからドアに変更された。
1975年（昭和50年）1月の仕様変更で現行の黄色ナンバーに対応した改良が実施され、ナンバープレート架台が大型化された。

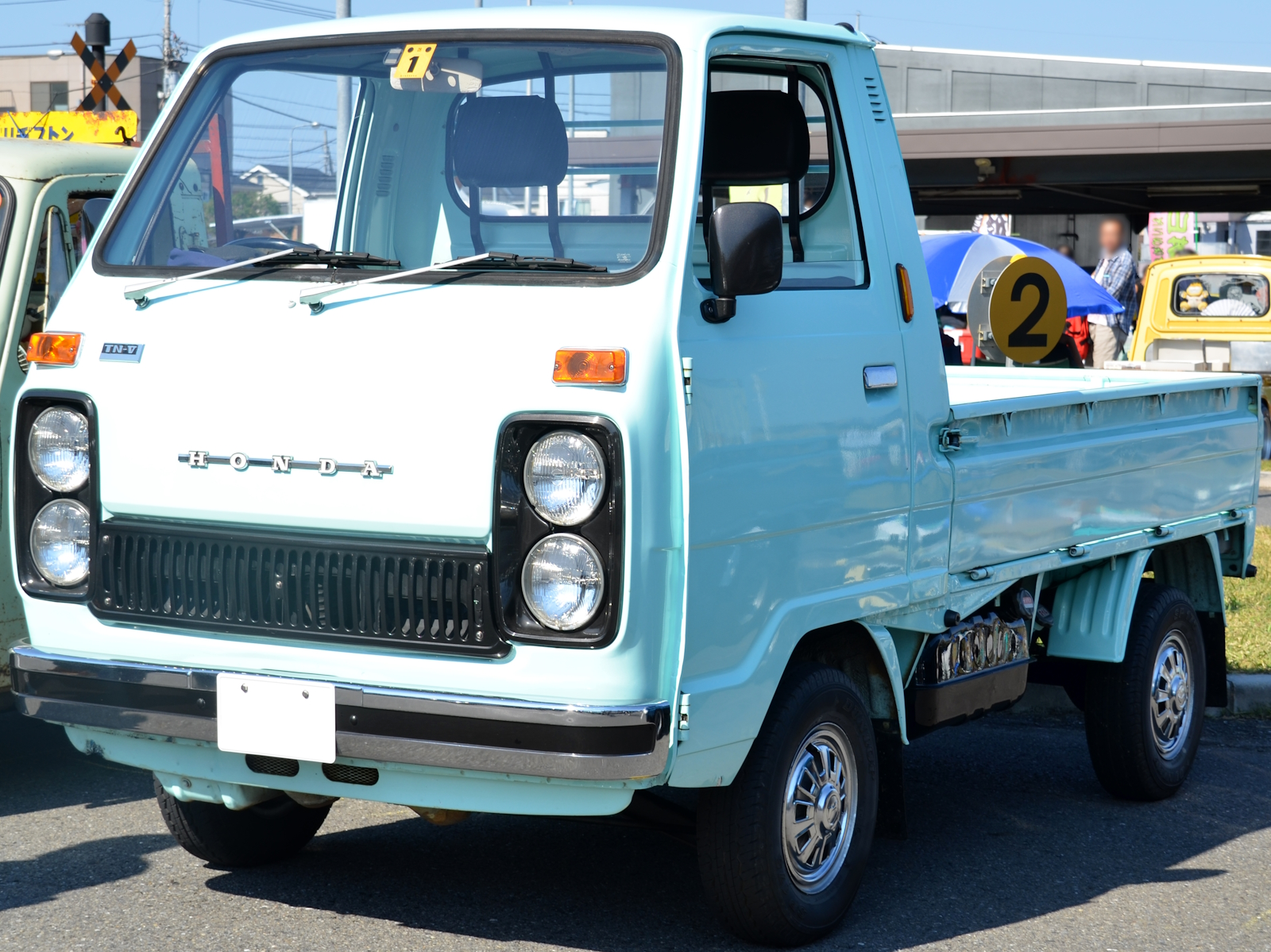
1973年改良型
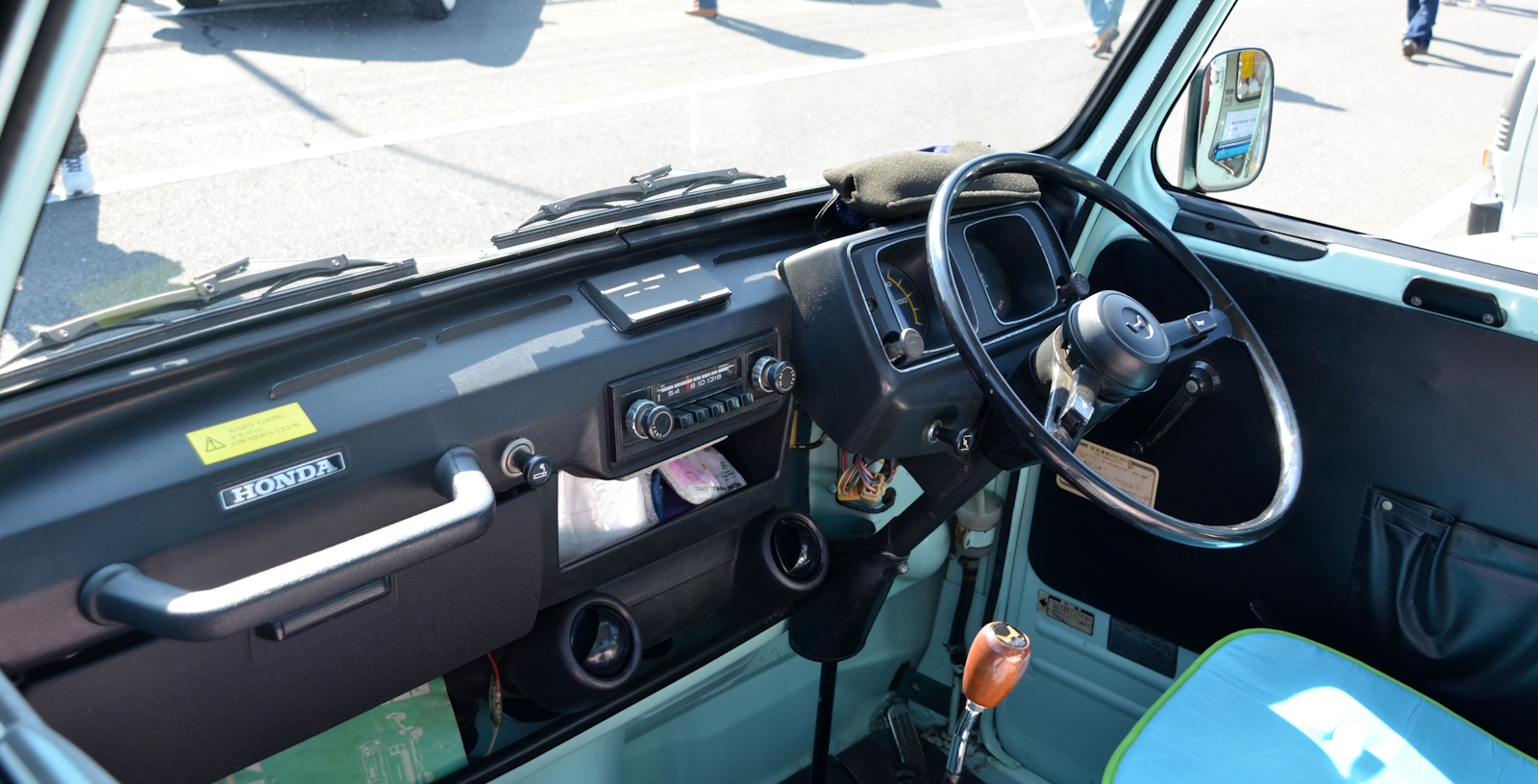
1973年改良型（車内）

## TN-7（1975-1977年）
1975年（昭和50年）8月に昭和50年排出ガス規制適合により車名がTN-7に変更された。電動式ウインドーウォッシャーを本格装備し、ワイパースイッチと一体化される。荷台はパネルバンを除き一方開き仕様が廃止され、全車三方開きに統一された。
360 ccのままイギリスへ輸出されており、チーム・ロータスではJPSカラーを纏ったTN-7がタイヤの運搬などに使われていた。
1977年（昭和52年）に販売終了。ちなみに、日本の軽自動車としては最後の空冷エンジンを搭載した車種だった。

## 派生車種
- バモスホンダ